# Août 1858

## Événements
- En France, fermeture du bagne de Brest (le bagne de Toulon reste en activité jusqu'en 1873  ) : départ des derniers forçats pour le bagne de Cayenne.* Sénatus-consulte : l’éligibilité exige le serment de fidélité à l’empereur.
- États-Unis : début de la campagne sénatoriale d’Abraham Lincoln, candidat républicain, qui déclare que l’esclavage est un mal en soi. Le candidat démocrate, partisan de l’application du Kansas-Nebraska Act gagne le siège de sénateur de l’Illinois et la célébrité.

- 2 août :
  - Inde : à la suite du soulèvement anti-britannique, le Parlement britannique vote l’Act for the Better Government of India. Il transfère au secrétaire d’État à l’Inde (India Office), indépendant du ministère des Colonies, les pouvoirs jusque-là dévolus au Board of Control. Le gouvernement des Indes passe de la Compagnie anglaise des Indes orientales à la Couronne britannique et l'empereur moghol est déposé. Le pouvoir est entre les mains du secrétaire d’état pour les affaires de l’Inde, à Londres, assisté du conseil de l’Inde, qui perdra ses pouvoirs en 1869. La réorganisation de l’État se fait en s’appuyant sur l’aristocratie foncière, en particulier sur les princes (la reine s’engage à respecter leur souveraineté et l’intégrité de leur territoire, en les intégrant dans un système d’honneurs typiquement britannique). Après la révolte des cipayes, les Britanniques se séparent complètement des Indiens. Les contacts avec la population sont strictement administratifs et autoritaires. Le système anglais d’éducation et la langue anglaise sont les seuls reconnus pour les examens d’administration, notamment. Les centres de culture hindoue sont progressivement annihilés.
  - Fondation par les Britanniques de la colonie de Colombie-Britannique. La Compagnie de la Baie d'Hudson doit s’incliner devant l’afflux de chercheurs d’or dans les Montagnes Rocheuses (Ruée vers l'or sur le Canyon Fraser en 1857-1858).
- 3 août : l'explorateur britannique John Hanning Speke, en recherchant les sources du Nil découvre le lac Victoria en Afrique orientale mais ne pénètre pas dans les terres.
- 5 août : un décret modifie le régime de la propriété privée en Égypte. Il abolit le monopole d’État sur le sol et donnera naissance à une classe de propriétaires terriens puissants. Par ailleurs, les carrières d’officiers supérieurs sont ouvertes aux Égyptiens : désormais, l’armée sera le vivier d’officiers nationalistes.
- 9 août : le maréchal Jacques Louis Randon démissionne de son poste de gouverneur de l'Algérie. Le 31 août, le général de Mac-Mahon est nommé commandant en chef des forces de terre et de mer de l'Algérie.
- 18 août : traité commercial entre le Japon et les Pays-Bas.
- 30 août : un conseil municipal est réuni à Tunis avec pour mission l’élaboration de réformes politiques et administratives. Parmi ses membres, Kheireddine Pacha, un réformateur qui a voyagé en Europe mais qui se réfère plus volontiers à l’expérience démocratique connue sous le gouvernement du prophète.

## Naissances
- 13 août : Victor Prouvé, artiste français († 1943)
- 14 août : Edgard Farasyn, peintre belge († 22 mars 1938)
- 20 août : Omar Al-Mokhtar, Résistant contre la colonisation italienne en Libye († 16 septembre 1931)
- 21 août : Rodolphe de Habsbourg-Lorraine, Archiduc héritier d'Autriche († 1889 à Mayerling)
- 27 août : Giuseppe Peano, mathématicien italien († 1932)

## Décès
- 22 août : Teresa Palczewska, actrice et danseuse polonaise (° 15 novembre 1805).
- 28 août : Jean-Laurent Martinet, Personnalité politique valdôtaine (° 1799).